# Ordine di Nazarbaev
L'Ordine di Nazarbaev è un'onorificenza del Kazakistan.

## Storia
L'Ordine è stato fondato nel 2001 in onore del Presidente Nursultan Äbişulı Nazarbaev.

## Insegne
- L'insegna è stella smaltata di blu da cui partono dei raggi. Al centro vi è un medaglione con il profilo in rilievo di Nazarbaev.
- Il nastro è azzurro con un motivo geometrico giallo al centro.